# ألبيومين اللبن

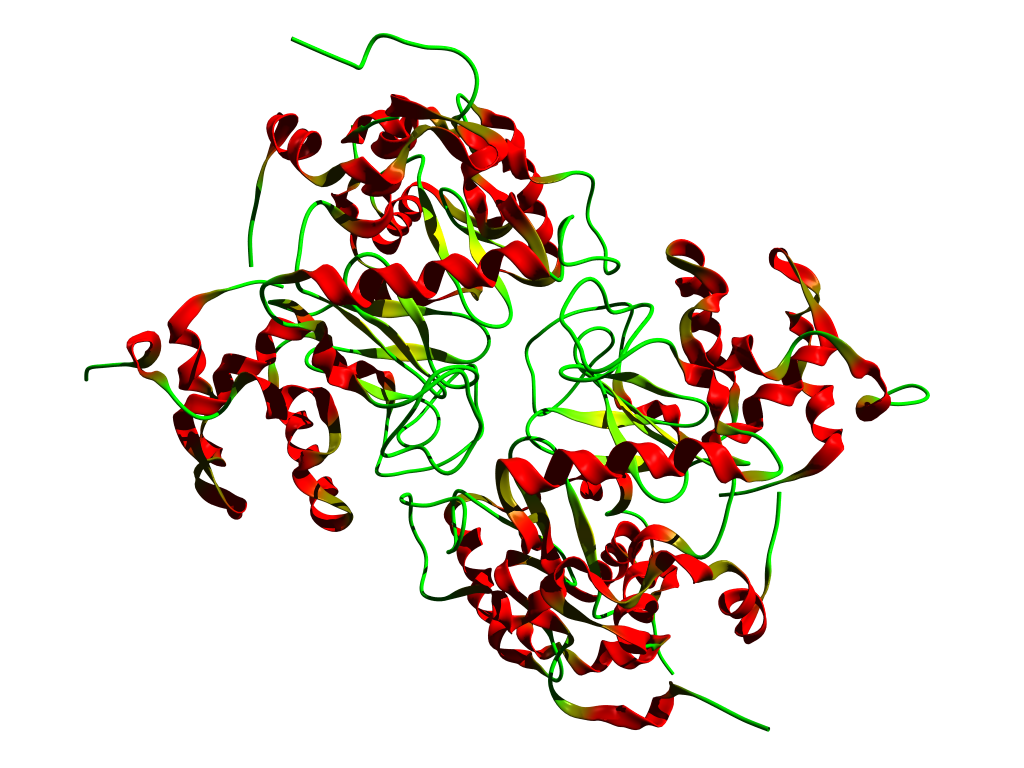

ألبيومين اللبن ويُعرف أيضًا ببروتين مصل اللبن هو الألبيومين الذي يوجد في الحليب ويُستخلص من مصل اللبن وقد وُجد في ألبان كثيرٍ من الثدييات، وينقسم إلى نوعين وهما ألفا وبيتا وكلاهما متواجد في اللبن.
تشير بعض الدراسات العلمية الصغيرة إلى أن بعض أنواع ألبيومين اللبن قد تحسن الاستجابة المناعية وتزيد مستوى الجلوتاثيون في الحيوانات والتي تمتلك مضادات للفيروسات ومضادات موت الخلايا المبرمج (أي التي تعيق وتبطئ من عملية موت الخلايا) كما أنها مضادة للأورام والسرطانات في البشر، ولكن هناك حاجة لإجراء دراسات أكبر لتأكيد هذه الصفات.